# 콘스탄스 폭스 탤벗
콘스턴스 탤벗(Constance Talbot, 혼전 성씨: 먼디, 1811년 1월 30일 ~ 1880년 9월 9일)은 역사상 처음으로 사진을 찍은 여성으로 알려진 영국 예술가로, 아일랜드 시인 토머스 무어의 짧은 시를 흐릿하게 담아낸 사진을 찍었다.
더비셔의 마케턴 출신인 콘스턴스는 1822년부터 1831년까지 해당 카운티의 국회의원을 지낸 프랜시스 먼디(1771–1837)의 막내딸이었다.
그녀는 1830년대와 1840년대에 사진술 발전의 핵심 인물 중 한 명인 윌리엄 폭스 탤벗과 1832년에 결혼했다. 1833년, 이탈리아 신혼여행 중 남편은 자신의 예술적 능력이 자신보다 뛰어나다는 것을 깨달았고, 그림 없이 풍경을 담는 방법을 개발하기 시작했는데, 이는 사진의 네거티브-포지티브 프로세스로 이어졌다.
그녀는 일찍이 1839년에 직접 이 과정을 잠시 실험했다.
그녀의 수채화와 그림들은 폭스 탤벗의 집인 라콕 수도원에 숨겨져 있다가 내셔널 트러스트에 의해 디지털화되어 대중에게 공개되었다.